# Thomas C. Durant
Thomas Clark Durant (6 de fevereiro de 1820 – 5 de outubro de 1885) foi um médico, empresário e financista americano. Ele foi vice-presidente da Union Pacific Railroad (UP) em 1869, quando esta se reuniu com a ferrovia do Pacífico Central em Promontory Summit, no território de Utah. Ele criou a estrutura financeira que levou ao escândalo do Crédit Mobilier. Ele estava interessado em hotéis em Adirondacks.
Ele construiu ferrovias com sucesso no Centro-Oeste e, depois que um ato do Congresso em 1862 criou a Union Pacific Railroad, John Dix foi eleito presidente e Durant vice-presidente da empresa. Durant assumiu o fardo da gestão e da arrecadação de dinheiro - e, com muito dinheiro à sua disposição, ajudou a garantir a aprovação, em 1864, de um projeto de lei que aumentava as concessões de terras e privilégios da ferrovia. Ele organizou, e a princípio controlou, o Crédit Mobilier of America, mas em 1867 perdeu o controle da empresa para os irmãos Oliver e Oakes Ames. Durant continuou na diretoria da Union Pacific, entretanto, e empurrou furiosamente a construção da ferrovia até que ela encontrasse a RR do Pacífico Central em 10 de maio de 1869. O grupo Ames então o dispensou.

## Biografia
Durant nasceu em 6 de fevereiro de 1820, em Lee, Massachusetts. Ele estudou medicina no Albany Medical College, onde, em 1840, formou-se cum laude e atuou por um breve período como professor assistente de cirurgia. Depois de se aposentar da medicina, tornou-se diretor da empresa exportadora de grãos de seu tio: Durant, Lathrop and Company, na cidade de Nova York.
Enquanto trabalhava com o comércio de trigo da pradaria, Durant percebeu a necessidade de melhorar o transporte interior, o que despertou seu interesse pela indústria ferroviária. Durant começou na indústria ferroviária como corretor da Chicago and Rock Island Railroad.
Durant e Henry Farnam criaram uma nova empresa contratante sob o nome de Farnam e Durant. Em 1853, eles receberam uma comissão para levantar capital e gerenciar a construção da recém fundada Mississippi and Missouri Railroad (M&M). A M&M Railroad adquiriu grandes concessões de terras para construir a primeira ferrovia de Iowa (planejada para ir de Davenport, no rio Mississippi, até Council Bluffs, no rio Missouri).
A peça central do M&M era uma ponte ferroviária de madeira que, quando concluída em 1856, foi a primeira ponte sobre o rio Mississippi. A ponte ligava o M&M à Chicago and Rock Island Railroad. Depois que um barco a vapor atingiu a ponte, os operadores do barco entraram com uma ação para que a ponte fosse desmontada. Durant e Rock Island contrataram o advogado particular Abraham Lincoln para defender a ponte. Esta associação jogou a favor de Durant em 1862, quando o presidente Lincoln selecionou a nova empresa de Durant, a Union Pacific, e seu centro de operações em Council Bluffs, Iowa, como ponto de partida da Primeira Ferrovia Transcontinental.

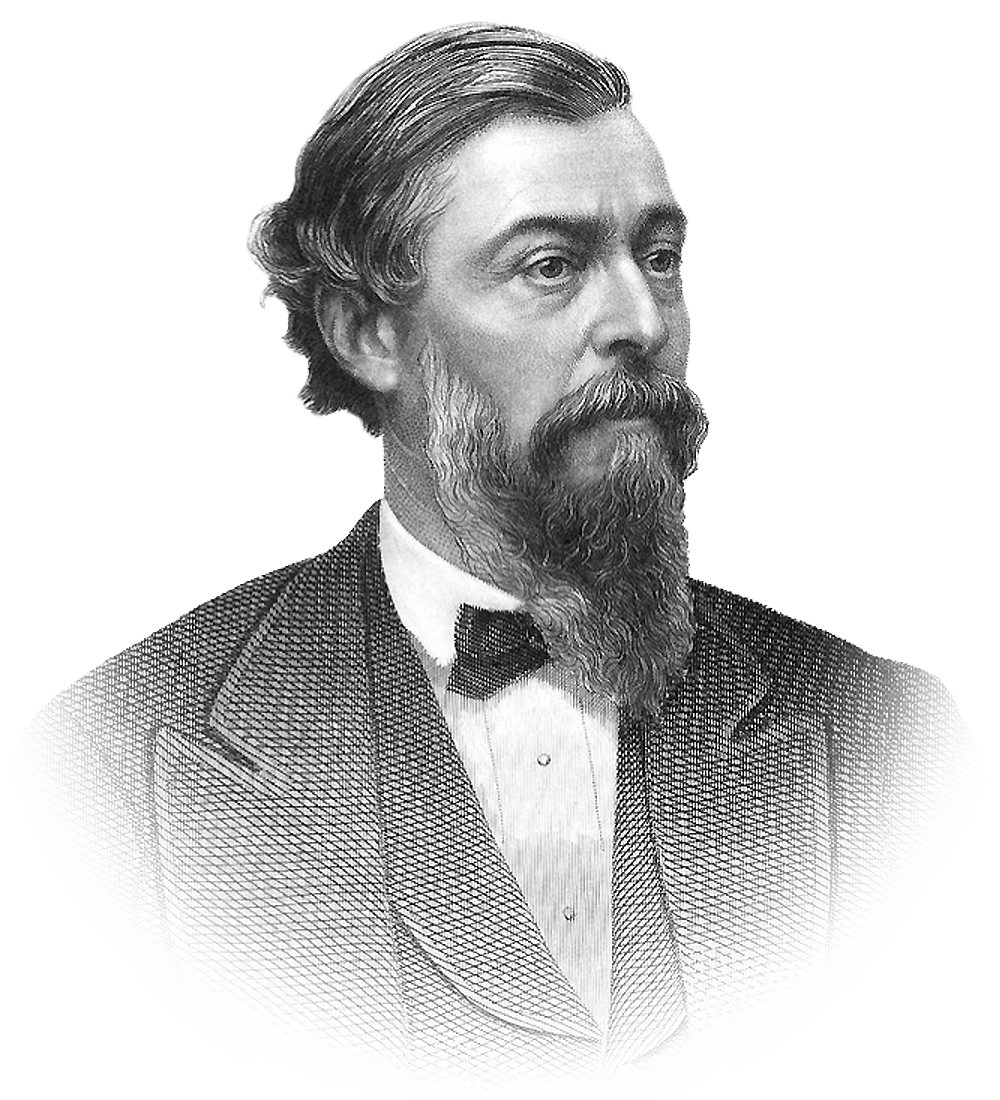
Gravura em aço do retrato de Brady de Thomas Durant

"Como Sansão, ele não hesitaria em demolir o templo, mesmo que isso significasse enterrar-se junto com seus inimigos.":90Durant tinha uma reputação implacável de pressionar amigos e inimigos para obter ganhos pessoais. Como agente geral da Divisão Leste da UP, Durant também foi encarregado de arrecadar dinheiro, adquirir recursos e garantir legislação nacional favorável para a empresa. Além de garantir uma concessão ampliada de terras do Congresso em 1864 como parte da distribuição de subsídios da legislatura de 100 milhões de acres públicos, Durant reagiu efetivamente ao fracasso da Union Pacific em vender ações significativas à luz da Lei Ferroviária do Pacífico de 1862, que determinava que a propriedade comercial seria limitado a 200 ações por pessoa. Persuadindo vários políticos a investir como acionistas limitados, entre outros, Durant emitiu com sucesso US$ 2,18 milhões em ações da UP para assinantes.
Ao mesmo tempo, Durant manipulou o mercado de ações, aumentando o valor de suas ações da M&M ao dizer que iria conectar a Ferrovia Transcontinental a ele. Ele estava comprando secretamente ações de linhas ferroviárias concorrentes e então disse que a Ferrovia Transcontinental iria para essa linha.
Como o governo pagava por cada quilômetro de trilhos instalados, Durant ignorou seus engenheiros e ordenou que trilhos extras fossem colocados em grandes arcos marginais. Nos primeiros dois anos e meio, a Union Pacific não se estendeu além de 40 milhas (64 km) de Omaha, Nebraska. Enquanto o governo federal travava a Guerra Civil, Durant evitou sua supervisão na construção de ferrovias.
Durante a Guerra Civil, Durant fez fortuna contrabandeando algodão dos Confederados com a ajuda do General Grenville M. Dodge. Quando a guerra terminou em 1865, a Union Pacific colocou mão de obra extra. Completou quase dois terços da rota transcontinental. Durant contratou Dodge como engenheiro-chefe ao longo da rota do rio Platte.
Um dos maiores golpes de Durant foi a criação do Crédit Mobilier of America. Durant e o empresário George Francis Train juntaram-se em março de 1864 para formar um empreendimento comercial para comprar a Agência Fiscal da Pensilvânia, mudando seu nome para Crédit Mobilier. Anteriormente, os investidores eram responsáveis pelas finanças de uma empresa caso esta tivesse problemas. Sob responsabilidade limitada, sua única responsabilidade era pelo dinheiro pago. Durant criou esta sociedade de responsabilidade limitada para encorajar os investidores da UP a concordar em assumir a construção da ferrovia, os investidores consideraram que este contrato, dado o elevado custo de construção, era um risco demasiado grande, mas a proteção oferecida pelo Crédit Mobilier convenceu-os a assumir a construção. Durant então manipulou a estrutura do Crédit Mobilier para que acabasse no controle dela.Durant ocultou suas ações tendo vários políticos, incluindo o futuro presidente James Garfield, como acionistas limitados. As coisas pioraram para Durant quando ficou claro que ele havia violado a Pacific Railroad Act de 1862 ao usar seu controle do Crédit Mobilier para se tornar o acionista majoritário da Union Pacific Railroad. Também havia suspeita de que Durant tivesse recebido dinheiro da empresa, mas parece que seus colegas de trabalho tinham muito medo dele para se reunirem clandestinamente para discutir essa possibilidade.:91O controle de Durant no Crédit Mobilier foi contestado depois que Oakes Ames levou Durant ao tribunal e o demitiu do Crédit Mobilier em maio de 1867. Ames foi membro da Câmara dos Representantes dos Estados Unidos por Massachusetts e ajudou Durant a subornar congressistas e outros funcionários do governo. Em 1867, Durant foi destituído de seu cargo de gerente do Crédit Mobilier. O presidente Ulysses S. Grant demitiu Durant da Union Pacific. A empresa Crédit Mobilier tinha sido cada vez mais associada à corrupção e ao sigilo e o governo estava farto de não ser reembolsado pelos empréstimos e pela fraude que acontecia em cada empresa.
Como muitos outros, Durant perdeu grande parte de sua riqueza no Pânico de 1873. Ele vendeu suas ações restantes na Union Pacific e fundou uma nova empresa ferroviária, a Adirondack Railroad. Ele passou os últimos doze anos de sua vida lutando contra ações judiciais de parceiros e investidores insatisfeitos.

## Casamento e família
Durant era casado com Hannah Heloise Trimble. Eles tiveram dois filhos: William West Durant, que se tornou arquiteto, e Héloïse Durant Rose (c.1853 – 1943), que se tornou autora, dramaturga e crítica literária.
Em 1873, Durant convocou a casa de sua família para reconstruir sua fortuna em Adirondack Wilderness, onde acumulou meio milhão de acres de terra. Sua visão era abrir a região selvagem aos turistas e ser um destino para os ricos possuírem uma segunda casa. Na época, ele era dono da Adirondack Railroad e estava em busca de investidores para continuar a linha de North Creek, NY, até o Canadá. Pai e filho incentivaram investidores ricos a visitar Camp Pine Knot, entretendo-os generosamente. Os acampamentos de William, Pine Knot, Uncas e Sagamore, foram eventualmente vendidos para Collis P. Huntington, JP Morgan e Alfred Vanderbilt.
Héloïse frequentou escolas particulares na Europa e nos Estados Unidos e era fluente em árabe, francês, alemão e italiano. Ela se tornou autora, dramaturga e crítica de livros americana do The New York Times, e escreveu, além de artigos e peças, ensaios, poemas e contos. Além disso, Héloïse fundou a Liga Dante em 1917 "para propaganda popular para o estudo de Dante" e foi signatária do "Memorial ao Conselho de Curadores do Columbia College", uma petição de 1883 para permitir que estudantes do sexo feminino assistissem a palestras e exames no Columbia College. Outros signatários proeminentes incluíram Susan B. Anthony, Caroline Choate, Chauncey Depew, Parke Godwin, Emma Lazarus, Josephine Lowell, Theodore Roosevelt, Georgina Schuyler e Charles Tiffany.

## Morte
Durant morreu no condado de Warren, Nova Iorque, em 5 de outubro de 1885. Ele está enterrado no Cemitério Green-Wood, no Brooklyn, Nova Iorque.

## Legado e honras
- Durant, Iowa, foi nomeado em sua homenagem.[12]
  - Além disso, ele doou várias centenas de dólares àquela comunidade do leste de Iowa para estabelecer a primeira escola lá; hoje, a escola também leva o seu nome.[12]
- Durant, condado de Polk, Nebraska, é uma comunidade não incorporada nos Estados Unidos[13] que foi estabelecida quando a Ferrovia Union Pacific foi estendida até aquele ponto, durante a construção da Primeira Ferrovia Transcontinental.[14]
- Em 1870, Durant foi eleito Fellow da Sociedade Americana de Engenheiros Civis.

## Na cultura popular
- John Marston interpretou Durant no filme Union Pacific (1939).
- Forrest Fyre interpretou Durant na minissérie Into the West (2005), no episódio 4, "Hell On Wheels".
- Colm Meaney retratou uma versão ficcional de Durant, que é personagem principal, no programa de televisão da AMC Hell on Wheels . A série retratou a construção pela UP da porção leste da Primeira Ferrovia Transcontinental. Além disso, Virginia Madsen interpretou uma versão ficcional de Hannah Durant, na segunda temporada .
- Eric Rolland interpretou Durant em The American West .
- A vida familiar de Durant é ficcionalizada no romance Imaginary Brightness: a Durant Family Saga.
- O programa original da A&E e da Netflix , Longmire, se passa na cidade fictícia de Durant, Wyoming.